# Lista över Tom och Jerry-datorspel
Lista över Tom och Jerry-datorspel avser de datorspel som är baserade på den animerade katt- och musduon Tom och Jerry.

## Tom och Jerry
- Tom and Jerry: Hunting High and Low (1989)[1]
- Tom and Jerry: Yankee Doodle's CAT-astrophe (1990)[2]
- Tom and Jerry (and Tuffy) (1991)[3][4]
- Tom and Jerry (1992) (Game Boy)[5]
- Tom and Jerry (1992) (SNES)[6]
- Tom and Jerry: The Movie (1992)[7]
- Tom and Jerry: Frantic Antics! (1993)[8]
- Tom and Jerry (1999) (Game Boy Color)[9]
- Tom and Jerry: Mouse Attacks! (2000)[10]
- Tom and Jerry in Fists of Furry (2000)[11]
- Tom and Jerry in House Trap (2000)[12]
- Tom and Jerry: Mouse Hunt (2000)
- Tom and Jerry: The Magic Ring (2001)[13]
- Tom and Jerry in War of the Whiskers (2002)[14]
- Tom and Jerry: Infurnal Escape (2003)[15]
- Tom and Jerry Cheese Chase (2004)[16]
- Tom and Jerry Food Fight (2005)[17]
- Tom and Jerry Tales (2006)[18]
- Tom and Jerry Pinball Pursuit (2007)[19]
- Tom and Jerry: Mouse Maze (2008)[20]

## NES-spel
Ett Tom and Jerry datorspel (även känt som Tom and Jerry: The Ultimate Game of Cat and Mouse!) eller Tom and Jerry (and Tuffy)) släpptes av Hi Tech Expressions för Nintendo Entertainment System 1991 och för MS-DOS 1993. Tom har "mus-nappat" Jerrys brorson Tuffy och låst in honom på vinden. Användbara vapen innefattar bubbelgummi, köttyxa, koppar med vatten, malpåsar, hammare, osynlig bläck och borr.

## Super NES-spel
Ett Tom and Jerry datorspel släpptes för Super NES av Hi Tech Expressions 1992 i USA och Altron 1993 i Japan. Spelaren styr musen Jerry genom fyra olika temavärldar - en biograf, en skrotgård, en leksaksaffär och ett hus. Tuffy är spelbar via andra spelare.
Jerry eller Tuffy använder spelkulor som vapen. I slutet av varje värld går Jerry in i en kamp med Tom, katten.

## Game Boy Color
- Tom och Jerry släpptes 1999 av Majesco Entertainment. Det är en färgversion av 1992-spelet.
- Tom and Jerry: Mouse Attacks släpptes 2000 av Ubisoft.
- Tom and Jerry: Mouse Hunt släpptes 2000 av Conspiracy Entertainment.

### Fotnoter
1. ↑  ”Tom & Jerry for Amiga (1989) - MobyGames”. MobyGames. http://www.mobygames.com/game/amiga/tom-jerry__. Läst 24 juli 2018.
2. ↑  ”Tom & Jerry: Yankee Doodle's CAT-astrophe for DOS (1990) - MobyGames”. MobyGames. http://www.mobygames.com/game/dos/tom-jerry-yankee-doodles-cat-astrophe. Läst 24 juli 2018.
3. ↑  ”Tom & Jerry for NES (1991) - MobyGames”. MobyGames. http://www.mobygames.com/game/nes/tom-jerry. Läst 24 juli 2018.
4. ↑  ”Tom & Jerry (and Tuffy)”. 10 mars 1991. http://www.imdb.com/title/tt2198257/. Läst 24 juli 2018.
5. ↑  ”Tom & Jerry for Game Boy (1992) - MobyGames”. MobyGames. http://www.mobygames.com/game/gameboy/tom-jerry_. Läst 24 juli 2018.
6. ↑  ”Tom and Jerry: The Movie for SEGA Master System (1992) - MobyGames”. MobyGames. http://www.mobygames.com/game/tom-and-jerry-the-movie. Läst 24 juli 2018.
7. ↑  ”Tom and Jerry: The Movie for Game Gear (1993) - MobyGames”. MobyGames. http://www.mobygames.com/game/tom-and-jerry-the-movie_. Läst 24 juli 2018.
8. ↑  ”Tom and Jerry: Frantic Antics! for Genesis (1994) - MobyGames”. MobyGames. http://www.mobygames.com/game/tom-and-jerry-frantic-antics. Läst 24 juli 2018.
9. ↑  ”Tom & Jerry for Game Boy Color (1999) - MobyGames”. MobyGames. http://www.mobygames.com/game/gameboy-color/tom-jerry_. Läst 24 juli 2018.
10. ↑  ”Tom and Jerry in Mouse Attacks! for Game Boy Color (2000) - MobyGames”. MobyGames. http://www.mobygames.com/game/tom-and-jerry-in-mouse-attacks. Läst 24 juli 2018.
11. ↑  ”Tom and Jerry in Fists of Furry for Windows (2002) - MobyGames”. MobyGames. http://www.mobygames.com/game/windows/tom-and-jerry-in-fists-of-furry. Läst 24 juli 2018.
12. ↑  ”Tom and Jerry in House Trap for PlayStation (2000) - MobyGames”. MobyGames. http://www.mobygames.com/game/tom-and-jerry-in-house-trap. Läst 24 juli 2018.
13. ↑  ”Tom and Jerry: The Magic Ring for Game Boy Advance (2001) - MobyGames”. MobyGames. http://www.mobygames.com/game/tom-and-jerry-the-magic-ring. Läst 24 juli 2018.
14. ↑  ”Tom and Jerry in War of the Whiskers for PlayStation 2 (2002) - MobyGames”. MobyGames. http://www.mobygames.com/game/ps2/tom-and-jerry-in-war-of-the-whiskers. Läst 24 juli 2018.
15. ↑  ”Tom and Jerry in Infurnal Escape for Game Boy Advance (2003) - MobyGames”. MobyGames. http://www.mobygames.com/game/tom-and-jerry-in-infurnal-escape. Läst 24 juli 2018.
16. ↑  Buchanan, Levi (2 augusti 2004). ”Tom and Jerry: Cheese Chase” (på amerikansk engelska). IGN. http://www.ign.com/articles/2004/08/03/tom-and-jerry-cheese-chase. Läst 24 juli 2018.
17. ↑  ”Tom and Jerry: Food Fight” (på engelska). GameSpot. https://www.gamespot.com/tom-and-jerry-food-fight/. Läst 24 juli 2018.
18. ↑  ”Tom and Jerry Tales for Nintendo DS (2006) - MobyGames”. MobyGames. http://www.mobygames.com/game/tom-and-jerry-tales_. Läst 24 juli 2018.
19. ↑  ”Tom and Jerry Pinball Pursuit Review”. Pocket Gamer. http://www.pocketgamer.co.uk/r/Mobile/Tom+and+Jerry+Pinball+Pursuit/review.asp?c=3196. Läst 24 juli 2018.
20. ↑  ”Tom & Jerry: Mouse Maze Review”. AppsPirate. http://appspirate.com/tom-jerry-mouse-maze-review/. Läst 24 juli 2018.
21. ↑  ”Tom & Jerry: The Ultimate Game of Cat and Mouse! Review for NES: Who’s the mac, in fact, who’s the black jack; sit back and get fat off the fat cat - GameFAQs” (på engelska). gamefaqs.gamespot.com. https://gamefaqs.gamespot.com/nes/587712-tom-and-jerry-the-ultimate-game-of-cat-and-mouse/reviews/51276. Läst 24 juli 2018.
22. ↑  ”Tom and Jerry Review for Super Nintendo: A little too frustrating for children, and not interesting enough for adults - GameFAQs” (på engelska). gamefaqs.gamespot.com. https://gamefaqs.gamespot.com/snes/588799-tom-and-jerry/reviews/165103. Läst 24 juli 2018.